# Эдинбургский университет Нейпира
Эдинбургский университет имени Нейпира (Непера) (англ. Edinburgh Napier University) — британский университет в Шотландии в Эдинбурге.
В его составе шесть школ: искусства и креативных технологий; компьютерная; инжиниринга и искусственной среды; жизни, спорта и общественных наук; ухода, акушерства и соцобеспечения; а также бизнес-школа.
Три университетских кампуса находятся в Эдинбурге, с центром в замке en:Merchiston Tower.
Студенты из более чем ста стран.
Основан в 1964 году как Технический колледж Нейпира. Назван в честь шотландского математика и теолога XVI века Джона Непера, изобретателя логарифмов. В 1967 году переименован в Научно-технологический колледж Нейпира. В 1974 году стал Коммерческо-технологическим колледжем Нейпира — в результате объединения с Эдинбургским коммерческим колледжем. С 1992 года — Университет Нейпира. В 2009 году переименован в современное название.
Лучший современный шотландский университет 2008 года по версии Guardian University Guide.
- Скульптура Джона Непера на территории университета является работой советско-украинского мастера В. И. Знобы.